# Métro de Téhéran
Le métro de Téhéran est l'un des systèmes de transports en commun de la ville de Téhéran, capitale de l'Iran. Le réseau comporte sept lignes - dont une est une ligne de trains de banlieue ; il est géré par la Compagnie des transports ferroviaires de la ville de Téhéran.

## Historique
En 1971 des études sont réalisées pour planifier le développement de la ville de Téhéran pour les vingt années à venir. Le rapport, publié en 1974, préconise, entre autres projets d'amélioration des transports, la réalisation d'un métro comportant sept lignes, complété par un réseau de lignes de bus et de taxis. Un décret fondant la Compagnie des trains et métros de Téhéran est publié en 1975. Des sondages géologiques et des études de tracés sont réalisés les années suivantes. 
La SOFRETU, filiale de la Régie autonome des transports parisiens, signe un contrat d'étude le 14 mars 1976, pour la construction d'un métro à Téhéran entre la Société iranienne du métro, mais dénoncé le dimanche 13 mai 1979.
Cette phase est fortement perturbée par les événements qui se succédèrent dans les années suivantes : chute du régime impérial iranien, guerre Iran-Irak suivi de problèmes de financement. 
En 1995, les premiers travaux commencent sur les lignes 1, 2 et 5. La ligne 5 entre finalement en service en 1999. Des tronçons de la ligne 2 sont mis en service en 2000 et une partie de la ligne 1 en 2001.

## Réseau actuel
| Ligne                                 | Terminus              | Terminus              | Ouverture | Longueur | Stations |
| ------------------------------------- | --------------------- | --------------------- | --------- | -------- | -------- |
|                                       | Tajrish               | Kahrizak              | 2001      | 86,9 km  | 32       |
| Shahed - Bagher Shahr                 | Shahr-é Parand        |                       | 2001      | 86,9 km  | 32       |
|                                       | Téhéran (Sadéghiyyéh) | Farhangsara           | 2000      | 24,6 km  | 22       |
|                                       | Ghaem                 | Azadegan              | 2012      | 33,7 km  | 25       |
|                                       | Allaméh Djafari       | Shahid Kolahdooz      | 2008      | 24,4 km  | 23       |
| Aéroport de Mehrabad Terminaux 4 et 6 | Biméh                 |                       | 2008      | 24,4 km  | 23       |
|                                       | Hashtgerd             | Téhéran (Sadéghiyyéh) | 1999      | 67,5 km  | 13       |
|                                       | Dowlat Abad           | Kohsar                | 2019      | 32,5 km  | 24       |
|                                       | Basidj                | Méydan-é Kétab        | 2017      | 22,5 km  | 21       |
| TOTAL:                                | TOTAL:                | TOTAL:                | TOTAL:    | 292,1 km | 160      |

### Ligne 1
Cette ligne suit un axe nord-sud. Depuis le 19 février 2012, elle relie la station Tajrish (au nord) à la station Kahrizak(au sud). Comprenant  29 stations, la ligne est en correspondance avec les lignes 2, 3 et 4. Les rames, longues de 137 m, comportent sept voitures et sont alimentées par troisième rail en 750 volts. La vitesse maximum est de 80 km/h. Le 18 avril 2016, une nouvelle branche relie la station Shahed jusqu'à Shahr-e-Aftab ; elle a été prolongée jusqu'à l'Aéroport international Imam Khomeini le 7 août 2017. Cette branche préfigure la ligne 8 du métro de Téhéran.

### Ligne 2
La ligne 2 comporte actuellement 22 stations. La ligne part de la station de Farhangsara puis se dirige vers l'ouest jusqu'à la station Teheran (Sadeghieh). La station Imam Khomeini assure la correspondance avec la ligne 1, la station Davazeh Shemiran comporte également la correspondance avec la ligne 4. Sa longueur totale est de 19 km. Les rames qui circulent sur la ligne sont du même type que sur la ligne 1.

### Ligne 3
La ligne 3 comporte un axe nord-est sud-ouest. La ligne part de Azadegan et remonte au niveau de la gare, continue vers le nord sous l'avenue Valiasr, puis tourne à droite sous la rue Beheshti et remonte vers le nord-est sous l'autoroute Sayyade Shirazi, dessert le quartier de Lavizan pour finir ensuite à Ghaem en correspondance avec un terminal de bus. La ligne 3 est en correspondance avec la ligne 1 et 4.

### Ligne 4
La ligne 4, longue de 24 km comporte 23 stations. dessert un axe est-ouest similaire à la ligne 2. La ligne part de Shahid Kolahdouz et dessert le quartier de Pirouzi jusqu'à la station Meydane Shohada et est en correspondance avec la ligne 2 à Darvazeh Shemiran. Elle continue sous le boulevard Enghelab et arrive avec la station Darvazeh Dolat en correspondance avec la ligne 1. Elle continue ensuite à Ferdosi, Theatre Shahr (en correspondance avec la ligne 3), Meydane Enghelab Eslami et arrive encore en correspondance avec la ligne 2 à Shademan. Elle continue ensuite jusqu'à la place Azadi. Depuis la statition de Bimeh, une branche part vers l'aéroport Mehrabad, une autre branche vers Allameh Jafari.

### Ligne 5 (Tehran-Karaj-Golshahr)

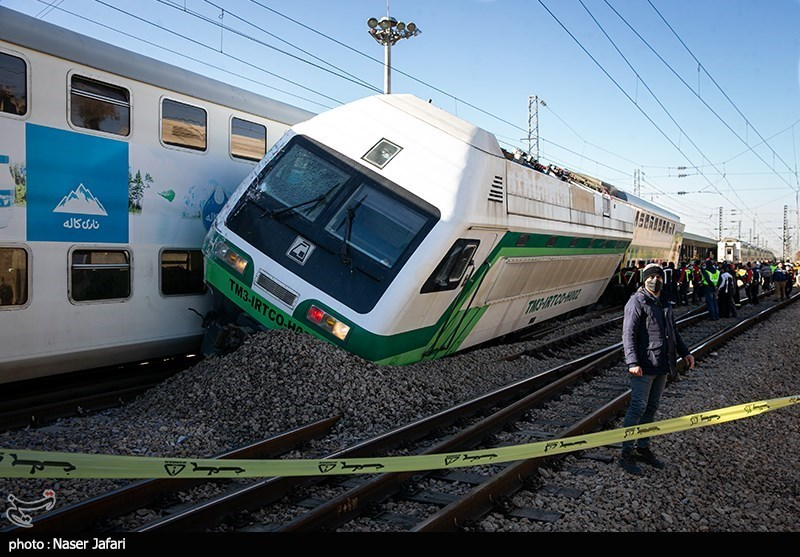
Accident sur la ligne 5 en décembre 2021.

La ligne 5 est une ligne longue de 41 km de train classique (vitesse maximale de 140 km/h) intégrée dans le système de transports en commun de la ville. Cela apparaît nettement dans le fait que les rames sont constituées de huit voitures voyageurs à deux étages tractées par une locomotive électrique (longueur totale 248 mètres). Le réseau peut accueillir des rames de dix voitures voyageurs. La locomotive est alimentée en courant alternatif 25 kV 50 Hz. Elle relie, à l'ouest, Golshahr à Téhéran (Sadegieh) à l'est ; cette station est également le terminus est de la ligne 2. La ligne comporte au total 12 stations et est parcourue par des trains avec une fréquence de dix minutes.

### Ligne 6
La ligne 6 a une orientation nord sud. Elle part du sud de Teheran a la station Chabdollazim et remonte ensuite vers Hefdah Shahrivar en correspondance avec la ligne 7 et remonte a Meydane Shohada en correspondance avec la ligne 4 et remonte a Emam Hossein avec la ligne 2 en correspondance. Elle tourne vers l'ouest en desservant Meydane Sepah, Bahar shiraz, Haft e Tir qui est en correspondance avec la ligne 1, Meydane Valiasr qui est en correspondance avec la ligne 3 et continue sous le boulevard Keshavarz en desservant Boustan e Laleh, Kargar, l'Université Tarbiat Modarres qui est en correspondance avec la ligne 7, et dessert les quartiers nord-oust de la ville pour finir à Sulaghan. Un premier tronçon fonctionne sur 9 km entre Shohada Square et Dowlat Abad depuis le 7 avril 2019.

### Ligne 7

La ligne 7 a été mise en service le 10 juin 2017. Elle part de Basij et continue pendant 7 km en desservant le quartier de Molavi et Hefdah e Shahrivar et arrive à la station Meydane Mohamadiyeh en correspondance avec la ligne 1. Elle continue en desservant Mahdiye et Helale Ahmar, et tourne brusquement vers le nord pour desservir le quartier de Komeil et Beryanak et arrive en correspondance avec la ligne 2 à la station Shahid Navvab-e Saffavi. Elle continue toujours vers le nord en desservant Towhid, l'Université Tarbiat Modarres (en), le Parc Gouftegoo, la Tour Milad et arrive à Meydane Sanat. Les prolongements seront vers le nord en direction de Yadegare Emam durant l’année 2018.

## Développements futurs

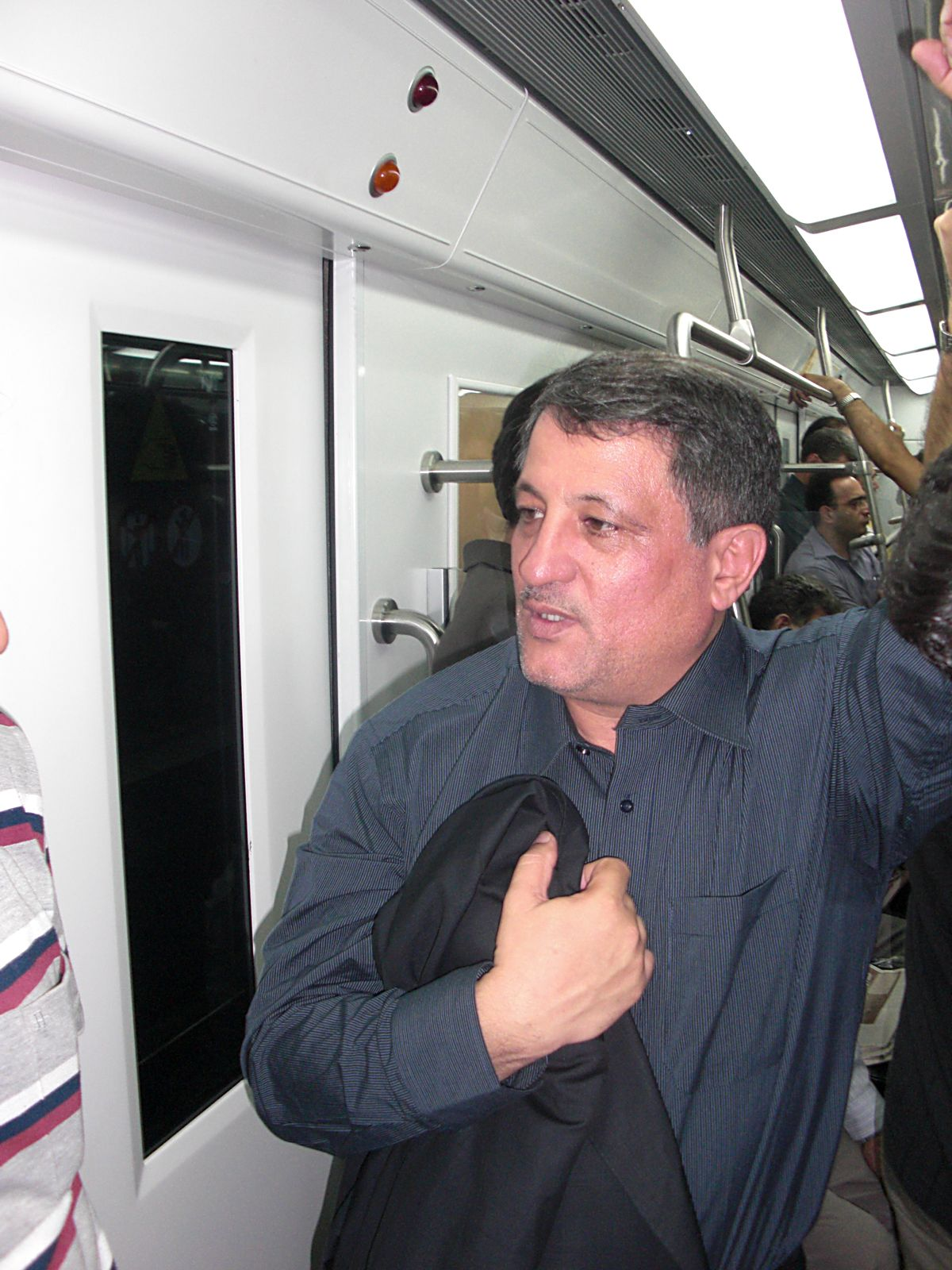
Mohsen Hachemi Rafsandjani, ancien président du métro de Téhéran, dans la voiture d'une rame en 2010.

4 lignes sont prévues (8 à 11). La construction de la ligne 10 a commencé en 2020.